# Епархия Итабуны
 Епархия Итабуны  (лат. Dioecesis Itabunensis) — епархия Римско-Католической церкви с центром в городе Итабуна, Бразилия. Епархия Итабуны входит в митрополию Сан-Салвадора-да-Баия. Кафедральным собором епархии Итабуны является церковь святого Иосифа.

## История
7 ноября 1978 года Римский папа Иоанн Павел II издал буллу «Benignissimo Dei consilio», которой учредил епархию Итабуны, выделив её из епархии Ильеуса.
12 июня 1996 года епархия Итабуны передала часть своей территории в пользу возведения новой епархии Эунаполиса.

## Ординарии епархии
- епископ Homero Leite Meira (7.11.1978 — 24.09.1980) — назначен епископом Иресе
- епископ Eliseu Maria Gomes de Oliveira (24.09.1980 — 20.07.1983)
- епископ Paulo Lopes de Faria (16.12.1983 — 2.08.1995)
- епископ Czesław Stanula (27.08.1997 — по настоящее время)

## Источник
- Annuario Pontificio, Ватикан, 2007
- Булла Benignissimo Dei consilio  (лат.)